# Canarsie (Brooklyn)
Canarsie est un quartier résidentiel et commerçant de la ville de New York, situé dans le sud-est de l'arrondissement de Brooklyn. Il est délimité par le Fresh Creek Basin et East 108th Street à l'est, par Linden Boulevard au nord, Ralph Avenue à l'ouest, et Jamaica Bay au sud. Le quartier est également frontalier de East Flatbush, Flatlands, Mill Basin, Bergen Beach, et East New York. Peuplé principalement de classes moyennes, il comptait en outre environ 84 000 habitants sur la base du recensement de 2010.
Le quartier de Canarsie a donné son nom à la BMT Canarsie Line du métro de New York, qui est empruntée par la desserte L.